# Бивилл (Техас)
Бивилл (англ. Beeville) — город в США, расположенный в южной части штата Техас, административный центр округа Би. По данным переписи за 2010 год число жителей составляло 12 863 человека, по данным переписи населения 2020 года в городе проживало 13 649 человек. По состоянию на май 2024 года в городе проживало 13 065 человек.

## История
На местности, где располагается нынешний Бивилл в 1830-х годах поселились семьи Бёрке, Кэрролл и Хеффернан. Когда в 1858 году был создан округ Би, первоначальный административный центр округа, Бивилл-он-те-Мидио был основан на восточном берегу ручья Мидио-Крик, примерно в 10 километрах к востоку от нынешнего города. Вскоре стало ясно, что столица выбрана в неудачном месте. В 1859 году Энн Бёрке-Кэрролл, Патрик Кэрролл и Патрик Бёрке пожертвовали землю для нового города. Сначала поселение назвали Мэривилл в честь выжившего в индейском набеге члена семьи Хеффернан. Спустя некоторое время власти округа сменили название на Бивилл и некоторое время им приходилось в документах различать два города, Бивилл-он-те-Мидио и Бивилл-он-те-Поэста.
Почтовое отделение в городе было открыто в 1859 году, в 1860 году построено здание окружного суда, начала работу школа. В 1877 году школа получила собственное здание. Рост города начался с приходом двух железных дорог в 1880-х годах, San Antonio and Aransas Pass Railway была построена в 1886 году, а в 1889 году в город пришла дорога Gulf, Western Texas and Pacific. В 1886 году начался выпуск первой газеты, «Beeville Bee».
В 1890 году Бивилл впервые получил устав города, однако уже спустя год устав был отменён. В 1903 году в городе провели электричество и водопровод, в 1910 году — канализацию. В 1908 году город вновь принял устав, началось формирование органов местного самоуправления. В 1929 году в округе были обнаружены нефть и газ, однако рост был сильно замедлен из-за Великой депрессии. Во время Второй мировой войны, рядом с Бивиллом располагалась вспомогательная авиабаза военно-морских сил США, тренировавшая военно-морских лётчиков с 1943 по 1946 год. После короткого перерыва, авиабаза была вновь открыта во время Корейской войны и функционировала вплоть до 1992 года.

## География
Бивилл находится в центральной части округа, его координаты: 28°24′21″ с. ш. 97°44′58″ з. д..
Согласно данным бюро переписи США, площадь города составляет около 16 км², полностью занятых сушей.

### Климат
Согласно классификации климатов Кёппена, в Бивилле преобладает влажный субтропический климат (Cfa).
| Показатель                    | Янв. | Фев. | Март | Апр. | Май  | Июнь | Июль  | Авг. | Сен.  | Окт. | Нояб. | Дек. | Год   |
| ----------------------------- | ---- | ---- | ---- | ---- | ---- | ---- | ----- | ---- | ----- | ---- | ----- | ---- | ----- |
| Абсолютный максимум, °C       | 33   | 38   | 38   | 40   | 38   | 45   | 43    | 42   | 40    | 39   | 35    | 31   | 45    |
| Средний суточный максимум, °C | 20   | 21,6 | 24,9 | 28,7 | 31,7 | 35,3 | 36,2  | 36,3 | 33,8  | 29,8 | 24,6  | 20,2 | 28,6  |
| Средняя температура, °C       | 14   | 15,8 | 19   | 22,8 | 26,4 | 29,4 | 30,3  | 30,4 | 28,1  | 24   | 18,6  | 14,3 | 22,8  |
| Средний суточный минимум, °C  | 7,9  | 10   | 13,1 | 16,8 | 21,2 | 23,6 | 24,5  | 24,6 | 22,3  | 18,2 | 12,7  | 8,5  | 17    |
| Абсолютный минимум, °C        | −9   | −6   | −3   |      | 8    | 13   | 18    | 17   | 8     | 1    | −3    | −11  | −11   |
| Норма осадков, мм             | 40,6 | 45,7 | 48,3 | 73,7 | 88,9 | 88,9 | 104,1 | 55,9 | 121,9 | 71,1 | 61    | 40,6 | 838,2 |
| Источник: weatherbase.com     |      |      |      |      |      |      |       |      |       |      |       |      |       |

## Население
Согласно переписи населения 2010 года в городе проживало 12 863 человека, было 4734 домохозяйства и 3174 семьи. Расовый состав города: 79,1 % — белые, 2,7 % — афроамериканцы, 0,7 % — коренные жители США, 0,9 % — азиаты, 0,1 % (11 человек) — жители Гавайев или Океании, 13,2 % — другие расы, 3,3 % — две и более расы. Число испаноязычных жителей любых рас составило 71,9 %.
Из 4734 домохозяйств, в 40,2 % живут дети младше 18 лет. 40,5 % домохозяйств представляли собой совместно проживающие супружеские пары (18 % с детьми младше 18 лет), в 19,9 % домохозяйств женщины проживали без мужей, в 6,7 % домохозяйств мужчины проживали без жён, 33 % домохозяйств не являлись семьями. В 28,5 % домохозяйств проживал только один человек, 10,4 % составляли одинокие пожилые люди (старше 65 лет). Средний размер домохозяйства составлял 2,66. Средний размер семьи — 3,27 человека.
Население города по возрастному диапазону распределилось следующим образом: 33,2 % — жители младше 20 лет, 26,2 % находятся в возрасте от 20 до 39, 28,6 % — от 40 до 64, 11,9 % — 65 лет и старше. Средний возраст составляет 31,9 года.
Согласно данным пятилетнего опроса 2019 года, средний доход домохозяйства в Бивилле составляет 33 995 долларов США в год, средний доход семьи — 38 346 долларов. Доход на душу населения в городе составляет 18 287 долларов. Около 29,7 % семей и 27,4 % населения находятся за чертой бедности. В том числе 41,2 % в возрасте до 18 лет и 11,1 % в возрасте 65 и старше.

## Местное управление
Управление городом осуществляется мэром и городским советом, состоящим из четырёх человек. Среди членов совета выбирается заместитель мэра
Другими важными должностями, на которые происходит наём сотрудников, являются:
- Сити-менеджер
- Городской секретарь
- Финансовый директор
- Городской прокурор
- Муниципальный судья
- Клерк муниципального суда

## Инфраструктура и транспорт

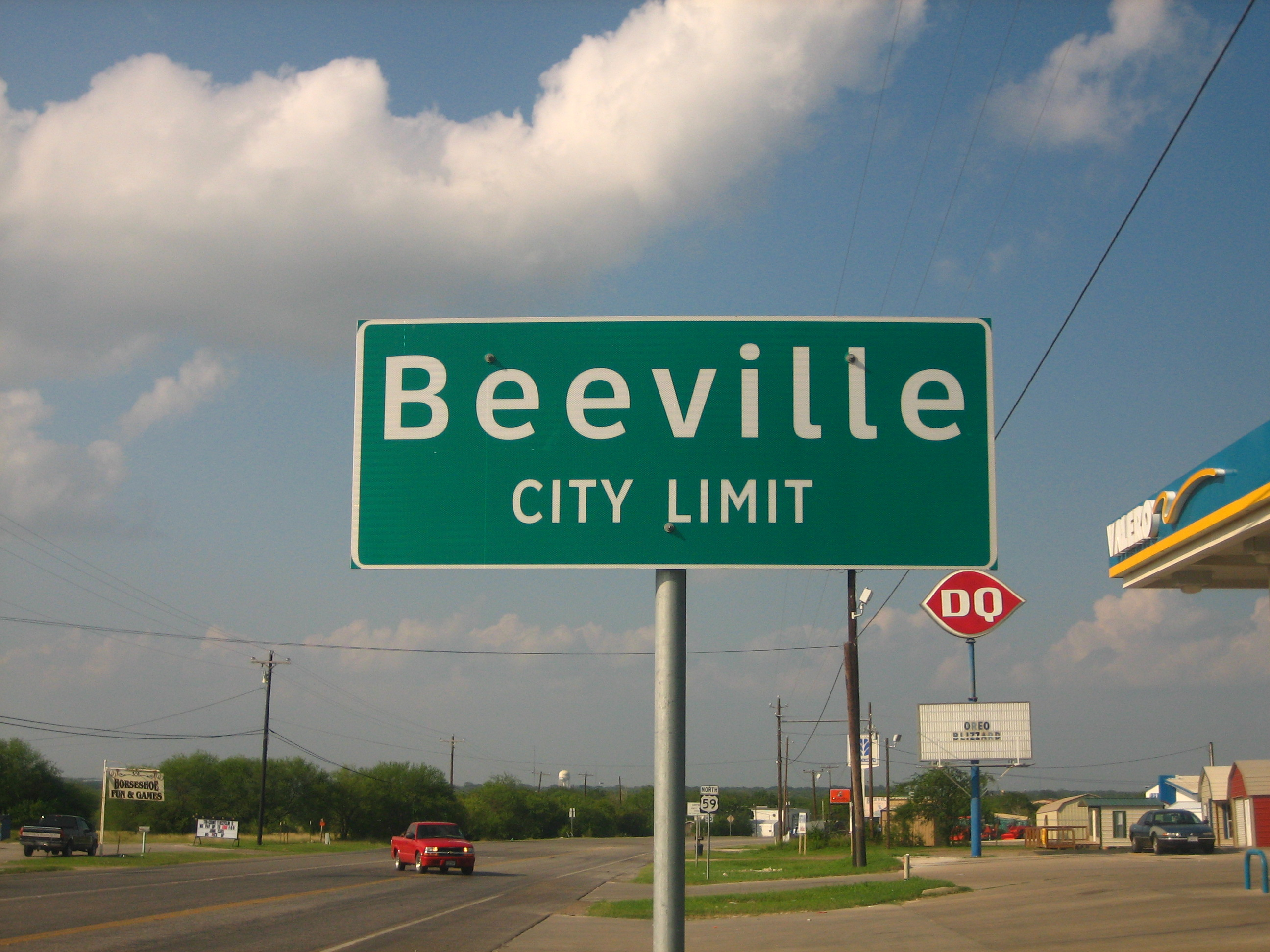
Знак на въезде в город

Основными автомагистралями, проходящими через Бивилл, являются:
- автомагистраль 59 США идёт на северо-восток к Голиаду и на запад к Джордж-Уэсту
- автомагистраль 181 США идёт на север к Карнс-Сити и на юг к городу Синтон
- автомагистраль 202 штата Техас начинается в Бивилле и идёт на восток к городу Рефухио

В городе располагается муниципальный аэропорт Бивилла, а также индустриальный аэропорт Чейз-Филд. Муниципальный аэропорт Бивилла располагает двумя взлётно-посадочными полосами длиной 1388 и 686 метров. Аэропорт Чейз-Филд располагает одной взлётно-посадочной полосой длиной 2438 метров. Ближайшим аэропортом, выполняющим коммерческие рейсы, является Международный аэропорт Корпус-Кристи. Аэропорт находится примерно в 100 километрах к югу от Бивилла.

## Образование
.

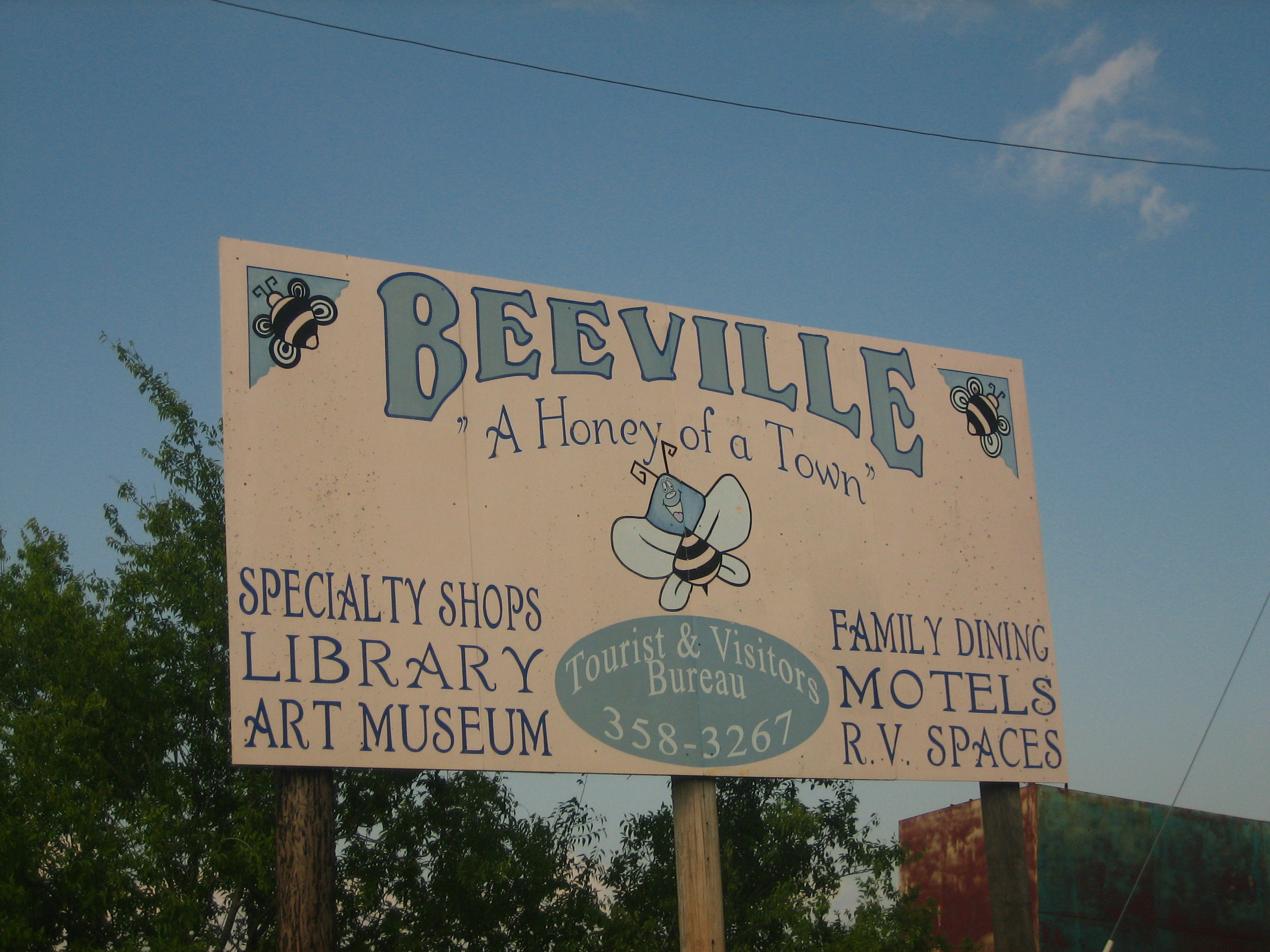
Жители Бивилла называют своё поселение «Медовый город» (Honey of a Town)

Город обслуживается независимым школьным округом Бивилл.
В 1967 году в Бивилле открылся колледж Coastal Bend, принявший в тот год 790 студентов. В 2013 году количество принятых студентов составило более 3500 человек. Колледж предоставляет профессиональные и академические курсы для сертификации и получения степени специалиста в 26 областях. Филиалы колледжа работают в Алисе, Кингсвилле и Плезантоне.

## Экономика

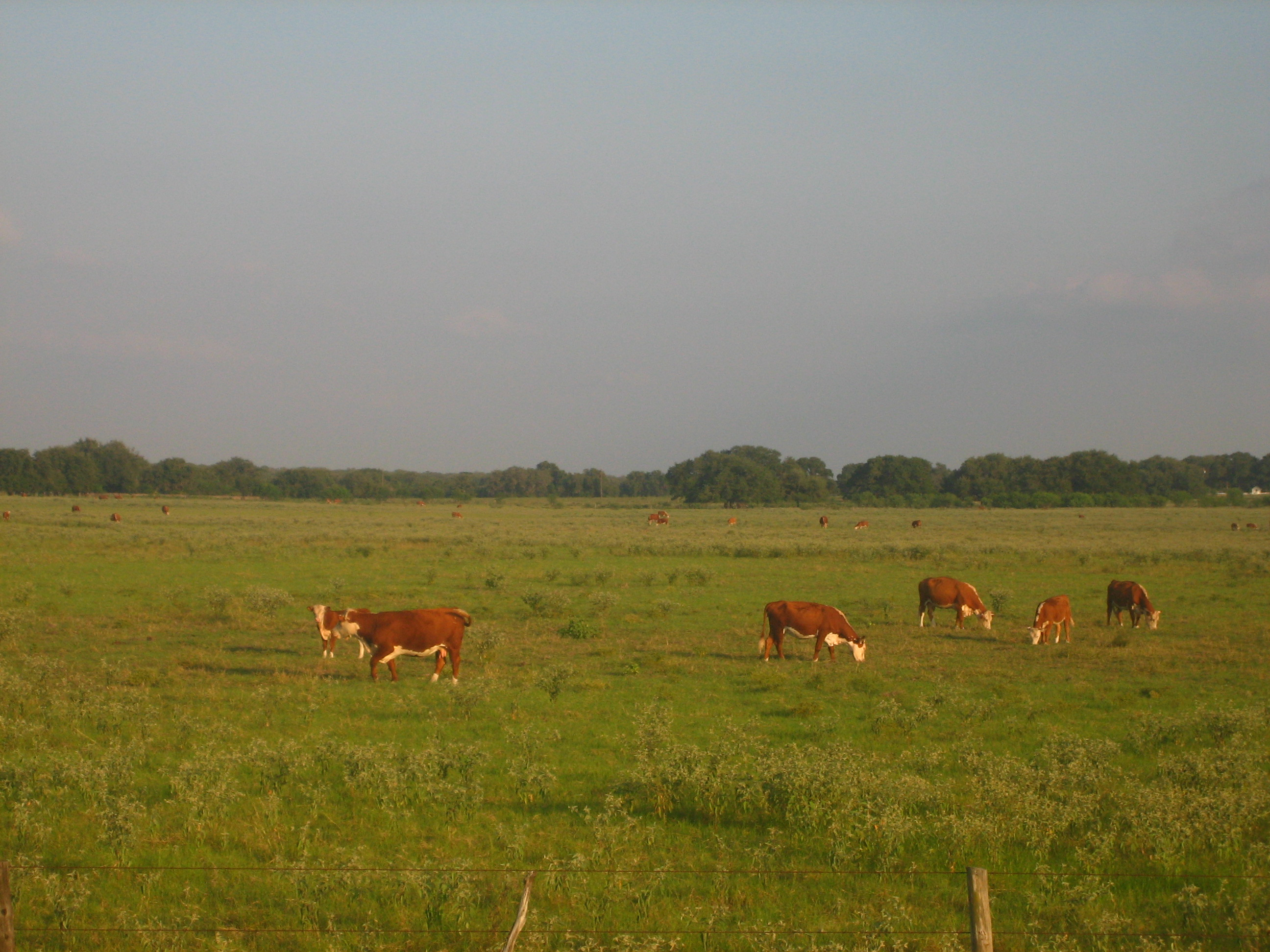
Скотоводческие земли между Бивиллом и Голиадом

Согласно финансовому отчёту города за 2015 финансовый год, Бивилл владел активами на $44,32 млн, долговые обязательства города составляли $11,25 млн. Доходы города в 2015 году составили $18,91 млн, а расходы — $18,03 млн.
Основными работодателями в городе являются:

| Работодатель                                | Число работников |
| ------------------------------------------- | ---------------- |
| Отдел уголовного правосудия Техаса          | 1635             |
| Независимый школьный округ Бивилл           | 550              |
| Авиация армии США                           | 300              |
| Госпиталь Christus Spohn                    | 290              |
| Колледж Coastal Bend                        | 250              |
| H-E-B                                       | 185              |
| Округ Би                                    | 173              |
| Walmart                                     | 140              |
| Город Бивилл                                | 119              |
| Независимый школьный округ Скидмор — Тайнан | 110              |

## Отдых и развлечения
В городе работает музей искусства Бивилла. Музей располагается в историческом доме Эстер Барнхарт, построенным в 1910 году Р. Л. Ходжесом. В 1981 году дом был выкуплен у потомков Ходжеса Джо Барнхартом из Хьюстона, который назвал дом в честь своей матери, а парк вокруг дома назвал в честь отца.
Ежегодно в октябре в городе проходит фестиваль Western Week.